# 득응우옌
득응우옌(베트남어: Đức Nguyên / 德元 덕원 / 1674년 10월 ~ 1675년)은 베트남 후 레 왕조(後黎朝) 가종(嘉宗) 레 주이 꼬이(黎維禬)의 두번째 연호이다.
- 찐 주 군주(섭정) : 찐딱(鄭柞)
- 응우옌 주 군주 : 응우옌 푹 떤(阮福瀕)
- 버우 주 군주 : 부꽁뚜언(武公俊)

## 개원
- 즈엉득(陽德) 3년(1674년) 10월에 연호를 득응우옌(德元)으로 개원함.[1][2]

- 득응우옌(德元) 2년 6월 12일[3](그레고리력 1675년 8월 3일)에 연호를 빈찌(永治)로 정하고, 다음 해 1월 1일[4](그레고리력 1676년 2월 14일)에 개원함.[1][2][5]

## 연대 대조표
| 득응우옌 | 서기 (西紀) | 간지 (干支) | 막 왕조 연호 (까오방 정권) | 응우옌 주 기년  | 청나라 연호     |
| 원년     | 1674년      | 갑인 (甲寅) | 빈쓰엉(永昌) 14년          | 현주(賢主) 26년 | 강희(康熙) 13년 |
| 2년      | 1675년      | 을묘 (乙卯) | 빈쓰엉 15년                | 현주 27년       | 강희 14년       |

## 동시대 연호

### 베트남
막 왕조(莫朝)
- 빈쓰엉(永昌) (1661년 ~ 1680년)

### 중국
청(淸)
- 강희(康熙) (1662년 ~ 1722년)

동녕국(東寧國)
- 영력(永曆) (1661년 ~ 1683년)

### 일본
- 엔포(延寶) (1673년 ~ 1681년)

## 같이 보기
- 베트남의 연호